# اس‌اس کارولینا
اس‌اس کارولینا (به انگلیسی: SS Carolina) یک زیردریایی است که طول آن 380 feet می‌باشد. این زیردریایی در سال ۱۸۹۶ ساخته شد.